# Orimarga suspensa
Orimarga suspensa är en tvåvingeart som beskrevs av Alexander 1973. Orimarga suspensa ingår i släktet Orimarga och familjen småharkrankar. Inga underarter finns listade i Catalogue of Life.